# Японски кит
Японският кит (Eubalaena japonica), наричан също севернотихоокеански кит, е морски бозайник от семейство Гладки китове. Разпространен е в северните области на Тихия океан. Понякога достига случайно Хавайските острови и Тайван на юг. Достигат дължина до 14 м и тегло до 30 тона.